# Surdisorex polulus
Surdisorex polulus es una especie de musaraña de la familia soricidae.

## Distribución geográfica
Es endémica del  Monte Kenia, en Kenia.

## Hábitat
Su hábitat natural son: bambús tropicales de gran altitud y praderas.